# كالاندريتسا (أهيا)
كالاندريتسا (Χαλανδρίτσα) هي مدينة في أهيا في مقاطعة كينتريكي إلادا في اليونان.

## أعلام
- كوستاس كاتسورانيس